# The Tremeloes
The Tremeloes – brytyjska grupa rockowa, założona w 1958.

## Członkowie
- Dave Munden – perkusja, wokal (od 1958)
- Joe Gillingham – instrumenty klawisze (od 1996)
- Jeff Brown – gitara basowa (od 2005)
- Eddie Jones – gitara (od 2013)

- Brian Poole – wokal (1958-1968)
- Rick Westwood – gitara (1958-2012)
- Alan Blakley – gitara, instrumenty klawisze (1958-1972, 1979-1996; zm. 1996)
- Alan Howard – gitara basowa, wokal (1958-1966)
- Len "Chip" Hawkes – gitara basowa, wokal (1966-1972, 1979-1988)
- Bob Benham – gitara basowa, wokal (1972-1979)
- Aaron Wooley – gitara, instrumenty klawisze, wokal (1972-1979)
- Mick Clarke – gitara basowa, wokal(1966-1967, 1992-1996)
- Dave Fryer – gitara basowa, wokal (1996-2005)

## Single
| Data publikacji               | Tytuł Autorzy                                                                            | Pozycja | Pozycja | Pozycja | Pozycja      |
| Data publikacji               | Tytuł Autorzy                                                                            | UK      | US      | AU      | RIAA Nagrody |
| ----------------------------- | ---------------------------------------------------------------------------------------- | ------- | ------- | ------- | ------------ |
| Brian Poole and the Tremeloes |                                                                                          |         |         |         |              |
| 1962                          | "Twist Little Sister" (Keith Nylene / Tommy Harbrook)                                    | -       | -       | -       | –            |
| 1962                          | "Blue" (Favilla / Renis / Altman / Mogol)                                                | -       | -       | -       | –            |
| 1963                          | "A Very Good Year For Girls" (Fred Tobias / Clint Ballard Jr.)                           | -       | -       | -       | –            |
| 1963                          | "Keep on Dancing" (Brian Poole/Alan Blakley /Mike Smith)                                 | -       | -       | -       | –            |
| 1963                          | "Twist and Shout" (Phil Medley / Bert Russell)                                           | 4       | -       | -       | –            |
| 1963                          | "Do You Love Me" (Berry Gordy)                                                           | 1       | -       | 19      | –            |
| 1963                          | "I Can Dance" (Martin Simpson)                                                           | 31      | -       | 24      | –            |
| 1964                          | "Candy Man" (Fred Neil / Beverley Ross)                                                  | 6       | -       | 18      | –            |
| 1964                          | "Someone, Someone" (Norman Petty / Howard Greines)                                       | 2       | -       | 17      | –            |
| 1964                          | "Twelve Steps to Love" (Terrence Lowly)                                                  | 32      | -       | 84      | –            |
| 1965                          | "The Three Bells" (Jean Villard Gilles / Marc Herrand / Bert Reisfeld)                   | 17      | -       | 29      | –            |
| 1965                          | "After a While" (Chris Stomsworth)                                                       | -       | -       | -       | –            |
| 1965                          | "I Want Candy" (Bert Berns / Bob Feldman / Gerald Goldstein / Richard Gottehrer)         | 25      | -       | 81      | –            |
| 1965                          | "Good Lovin'" (Rudy Clark / Arthur Resnick)                                              | -       | -       | 98      | –            |
| The Tremeloes                 |                                                                                          |         |         |         |              |
| 1966                          | "Blessed" (Paul Simon)                                                                   | -       | -       | -       | –            |
| 1966                          | "Good Day Sunshine" (John Lennon / Paul McCartney)                                       | -       | -       | -       | –            |
| 1967                          | "Here Comes My Baby" (Cat Stevens)                                                       | 4       | 13      | 47      | Złota płyta  |
| 1967                          | "Silence is Golden" (Bob Crewe / Bob Gaudio)                                             | 1       | 11      | 5       | Złota płyta  |
| 1967                          | "Even the Bad Times Are Good" (Peter Callander / Mitch Murray)                           | 4       | 36      | 46      | Złota płyta  |
| 1967                          | "Be Mine" (Alfredo Ferrari / Vito Pallavicini / Mike Smith / Duilio Sorrenti)            | 39      | -       | -       | –            |
| 1968                          | "Suddenly You Love Me" (Peter Callander / Mario Panzeri / Daniele Pace / Laurenzo Pilat) | 6       | 44      | 20      | –            |
| 1968                          | "Helule Helule" (Peter Kabaka)                                                           | 14      | -       | 29      | –            |
| 1968                          | "My Little Lady" (Alan Blakley / Len Hawkes)                                             | 6       | -       | 51      | –            |
| 1968                          | "I Shall Be Released" (Bob Dylan)                                                        | 29      | -       | 47      | –            |
| 1969                          | "Hello World" (Tony Hazzard)                                                             | 14      | -       | -       | –            |
| 1969                          | "Once On A Sunday Morning" (Aguile / Kusik / Snyder / Blakley / Howard)                  | -       | -       | -       | –            |
| 1969                          | "(Call Me) Number One" (Alan Blakley / Len Hawkes)                                       | 2       | 27      | -       | –            |
| 1970                          | "By the Way" (Alan Blakley / Len Hawkes)                                                 | 35      | -       | -       | –            |
| 1970                          | "Me and My Life" (Alan Blakley / Len Hawkes)                                             | 4       | -       | -       | –            |
| 1971                          | "Right Wheel, Left Hammer, Sham!" (Alan Blakley / Len Hawkes)                            | 46      | -       | -       | –            |
| 1971                          | "Hello Buddy" (Alan Blakley / Len Hawkes)                                                | 32      | -       | -       | –            |
| 1972                          | "I Like It That Way" (Alan Blakley / Len Hawkes)                                         | -       | -       | -       | –            |
| 1972                          | "Blue Suede Tie" (Alan Blakley / Len Hawkes)                                             | -       | -       | -       | –            |
| 1973                          | "Make or Break" (Alan Blakley / Len Hawkes)                                              | -       | -       | -       | –            |
| 1973                          | "You Can't Touch Sue" (Alan Blakley / Len Hawkes)                                        | -       | -       | -       | –            |
| 1973                          | "Ride On" (Alan Blakley / Len Hawkes)                                                    | -       | -       | -       | –            |
| 1974                          | "Do I Love You?" (Alan Blakley / Len Hawkes)                                             | -       | -       | -       | –            |
| 1974                          | "Say O.K. (Say You Love Me)" (Alan Blakley / Len Hawkes)                                 | -       | -       | -       | –            |
| 1974                          | "Good Time Band" (Ted Summers)                                                           | -       | -       | -       | –            |
| 1975                          | "Rocking Circus" (Alan Blakley / Len Hawkes)                                             | -       | -       | -       | –            |
| 1976                          | "Caminando" (Alan Blakley / Len Hawkes)                                                  | -       | -       | -       | –            |
| 1977                          | "Gin Gang Goolie" (Traditional)                                                          | -       | -       | -       | –            |
| 1978                          | "Lonely Nights" (Alan Blakley / Len Hawkes)                                              | -       | -       | -       | –            |
| 1979                          | "Lights of Port Royal" (Alan Blakley / Len Hawkes)                                       | -       | -       | -       | –            |
| 1983                          | "Words" (F. R. David)                                                                    | 91      | -       | -       | –            |
| 1987                          | "Angel of the Morning" (Chip Taylor)                                                     | -       | -       | -       | –            |
| 1989                          | "Lean on Me Baby" (Alan Blakley)                                                         | -       | -       | -       | –            |